# Principato vescovile di Hildesheim

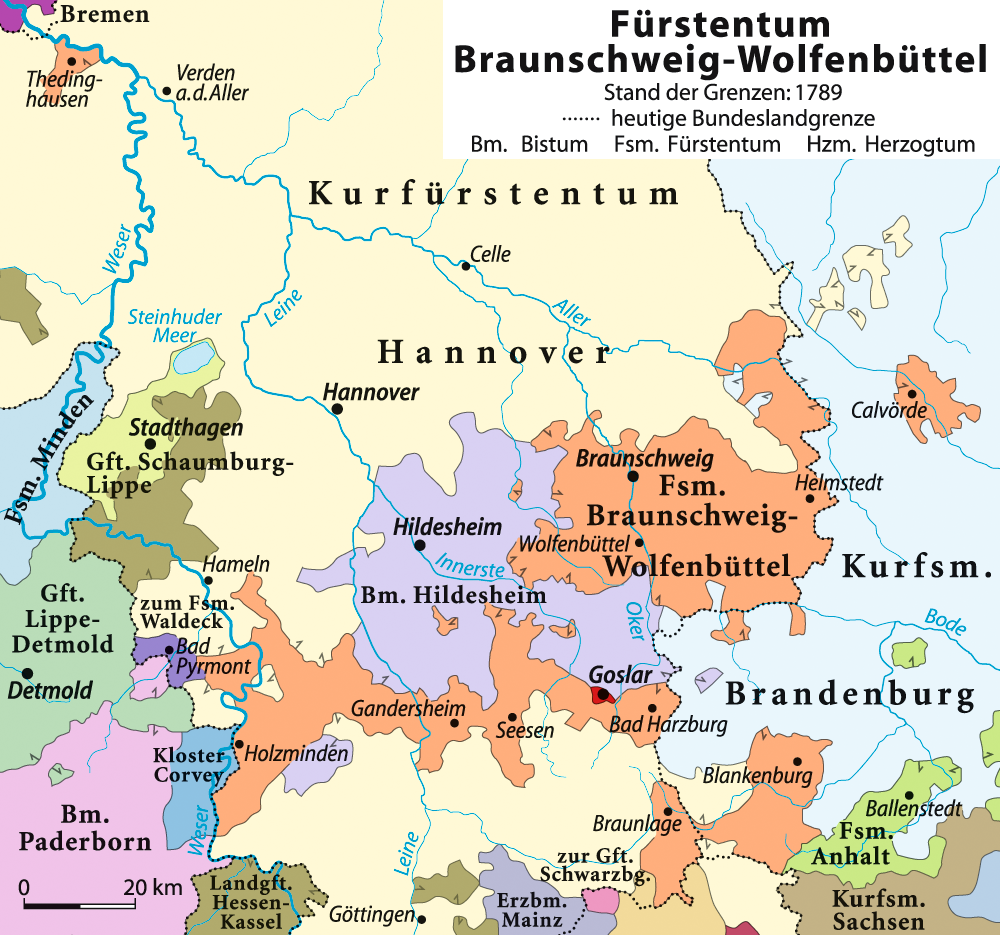
Mappa del principato vescovile di Hildesheim.

Il principato vescovile di Hildesheim (in tedesco: Hochstift Hildesheim) è uno stato del Sacro Romano Impero. I vescovi di Hildesheim ottennero l'immediatezza imperiale come signori temporali del principato episcopale alla dieta di Magonza del 15 agosto 1235. La sede del principato era a Hildesheim.
I confini del principato e della diocesi di Hildesheim non coincidevano. Entro il perimetro della diocesi, suffraganea della provincia ecclesiastica di Magonza, l'autorità amministrativa e politica del vescovo si estendeva su gran parte della regione dell'Ostfalia fino al fiume Oker che definiva ad est il confine con il principato vescovile di Halberstadt.
Il territorio del principato comprendeva il Piccolo Vescovado (Kleines Stift) e il Grande Vescovado (Großes Stift):
- Il Piccolo Vescovado era la parte rimasta sotto l'autorità del vescovo in seguito ad una violenta lite (Hildesheimer Stiftsfehde) con i principati di Brunswick-Wolfenbüttel e Calenberg terminata con la revoca di Quedlinburg il 13 maggio 1523. Comprendeva la città di Hildesheim e la sua prepositura così come i tre baliati di Peine, Steuerwald1 e Marienburg.
- Il grande vescovato era la parte perduta nel 1523 ma recuperata dopo decenni di battaglie legali nel 1643. Comprendeva i baliaggi di Ruthe, Poppenburg, Gronau, Winzenburg, Bilderlahe, Wohldenberg, Liebenburg, Schladen, Vienenburg, Hundesrück, Steinbrück e Wiedelah. Era circondato dalle aree del Ducato di Brunswick-Lüneburg a nord, sud e ovest.

Il Reichsdeputationshauptschluss del 1803 pose fine al potere temporale dei vescovi di Hildesheim. Dopo il Congresso di Vienna del 1815 il territorio passò al Regno di Hannover.